# Distrito electoral federal 7 de Sinaloa
El VII Distrito Electoral Federal de Sinaloa es uno de los 300 distritos electorales en los que se encuentra dividido el territorio de México y uno de los 7 en los que se divide el estado de Sinaloa. Su cabecera es la ciudad de Culiacán, Sinaloa.
Está formado por el sector sur del municipio de Culiacán.

## Diputados por el distrito
| Legislatura | Periodo                                         | Diputado                      | Grupo parlamentario                  |
| ----------- | ----------------------------------------------- | ----------------------------- | ------------------------------------ |
| LI          | 1 de septiembre de 1979 - 31 de agosto de 1982  | Baldomero López Arias         | Partido Revolucionario Institucional |
| LII         | 1 de septiembre de 1982 - 31 de agosto de 1985  | Maclovio Osuna Balderrama     | Partido Revolucionario Institucional |
| LIII        | 1 de septiembre de 1985 - 31 de agosto de 1988  | María Luisa Solís Payán       | Partido Revolucionario Institucional |
| LIV         | 1 de septiembre de 1988 - 31 de octubre de 1991 | David Miranda Valdez          | Partido Revolucionario Institucional |
| LV          | 1 de noviembre de 1991 - 31 de octubre de 1994  | Miguel Sotelo Burgos          | Partido Revolucionario Institucional |
| LVI         | 1 de noviembre de 1994 - 31 de agosto de 1997   | Heriberto Galindo Quiñones    | Partido Revolucionario Institucional |
| LVII        | 1 de septiembre de 1997 - 31 de agosto de 2000  | Ernesto Millán Escalante      | Partido Revolucionario Institucional |
| LVIII       | 1 de septiembre de 2000 - 31 de agosto de 2003  | Víctor Gandarilla Carrasco    | Partido Revolucionario Institucional |
| LIX         | 1 de septiembre de 2003 - 31 de agosto de 2006  | Óscar Félix Ochoa             | Partido Revolucionario Institucional |
| LX          | 1 de septiembre de 2006 - 31 de agosto de 2009  | Jesús Manuel Patrón Montalvo  | Partido Revolucionario Institucional |
| LXI         | 1 de septiembre de 2009 - 31 de agosto de 2012  | Óscar Lara Aréchiga           | Partido Revolucionario Institucional |
| LXII        | 1 de septiembre de 2012 - 22 de marzo de 2013   | Sergio Torres Félix           | Partido Revolucionario Institucional |
| LXII        | 4 de abril de 2013 - 31 de agosto de 2015       | Mirna Velázquez López         | Partido Revolucionario Institucional |
| LXIII       | 1 de septiembre de 2015 - 1 de enero de 2017    | Rosa Elena Millán Bueno       | Partido Revolucionario Institucional |
| LXIII       | 2 de febrero de 2017 - 31 de agosto de 2018     | Paola Iveth Gárate Valenzuela | Partido Revolucionario Institucional |
| LXIV        | 1 de septiembre de 2018 - 31 de agosto de 2021  | Merary Villegas Sánchez       | Movimiento Regeneración Nacional     |
| LXV         | 1 de septiembre de 2021 - 9 de abril de 2024    | Merary Villegas Sánchez       | Movimiento Regeneración Nacional     |
| LXV         | 9 de abril de 2024 - 6 de mayo de 2024          | Marina Valadez Bojórquez      | Movimiento Regeneración Nacional     |
| LXV         | 6 de mayo de 2024 - 31 de agosto de 2024        | Merary Villegas Sánchez       | Movimiento Regeneración Nacional     |
| LXVI        | 1 de septiembre de 2024 - 31 de octubre de 2024 | Merary Villegas Sánchez       | Movimiento Regeneración Nacional     |
| LXVI        | 31 de octubre de 2024 - 28 de abril de 2025     | Danisa Magdalena Flores Ojeda | Movimiento Regeneración Nacional     |
| LXVI        | 28 de abril de 2025 - en el cargo               | Merary Villegas Sánchez       | Movimiento Regeneración Nacional     |

## Resultados electorales

### 2012
|  | Partido Acción Nacional                                                                   |  | Guillermina López Escobar     |
|  | Partido Revolucionario Institucional                                                      |  | Sergio Torres Félix           |
|  | Coalición Movimiento Progresista (Partido de la Revolución Democrática, PT, Convergencia) |  | Domingo de Jesús Félix Torres |
|  | Partido Verde Ecologista de México                                                        |  | Cinthia Guadalupe Luna Ramos  |
|  | Partido Nueva Alianza                                                                     |  | Jaime Quiñónez Muñoz          |